# Suheir Atassi

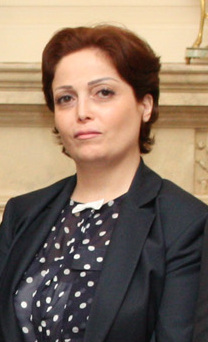
Suheir Atassi (2013)

Suheir Atassi (arabisch سهير الأتاسي, DMG Suhair al-Atāsī; * 1971 in Damaskus), auch Souheïr Atassi, ist eine syrische Rechtsanwältin, Dissidentin und Vorsitzende der oppositionellen Assistance Coordination Unit (ACU) mit Sitz in der Türkei.
Atassi wurde in Damaskus 1971 in die prominente Atassi-Familie aus Homs hineingeboren. Sie studierte französische Literatur und Pädagogik an der Universität Damaskus. Ab 2000 war sie im Damaszener Frühling aktiv, wo sie den Medienflügel des verbotenen Dschamal-al-Atassi-Forums leitete, welcher nach ihrem Vater benannt wurde – einem Gründungsmitglied der Baath-Partei. Sie belebte das von Ali al-Atassi mitgegründete Forum 2009 online wieder, um die Situation der Demokratie und Menschenrechte in Syrien zu fördern. Am 16. März 2011 wurde sie verhaftet, nachdem sie an regime-kritischen Demonstrationen teilgenommen hatte, und war für mehrere Monate inhaftiert.
Sie wurde im November 2012 zur Vizepräsidentin der Oppositionskoalition gewählt. Am 26. März 2013 leitete sie als erste Frau eine Sitzung der Arabischen Liga, nachdem der Sitz Syriens an die Syrische Nationalkoalition vergeben worden war und der eigentliche Delegationsleiter Moas al-Chatib zeitweilig nicht zugegen war. Im Dezember 2013 trat sie zurück.